# Miami Gardens
Miami Gardens er en by i Miami-Dade County i Florida med 111.640 (2020) indbyggere.
Byens navn kommer fra en af hovedvejene som går igennem området Miami Gardens Drive. Siden Key Biscayne fik bystatus i 1991 har der været en bevægelse for at få bystatus for flere områder i Miami-Dade County ofte fordi det lader til, at disse områder har mindre indflydelse i Miami-Dade Countys amtsadministration. Indbyggerne i Miami-Dade county som boede på grænsen til Broward County i Andover, Bunche Park, Carol City, Lake Lucerne, Norland, Opa-Locka North og Scott Lake valgte at indgå i byen Miami Gardens i 2003, dog var der ikke nogen af områderne som gik 100% ind i byen. Byen fik sin bystatus 13. maj 2003. I 2008 var den rangeret som en af USA's farligste byer.
Ifølge folketællingen i 2000 estimerete United States Census Bureau at den nye by havde en befolkning på 100.809 og i 2004 var det 105.414 og i 2005 var befolkningen på 106.566.
Byen er hjemby for Miami Dolphins og Florida Marlins som begge spiller i Dolphin Stadium i et område som tilhører Lake Lucerne folketællingsområde. Dolphin Stadium er også stedet for Orange Bowl kampen i college football og fra 2008 var det hjemmebanen for University of Miami Hurricanes football. Calder Race Course ligger også i byen.